# Walter von Molo
Walter von Molo (14. června 1880 Šternberk – 27. října 1958 Murnau am Staffelsee) byl česko-německý spisovatel píšící německy.

## Život
Mládí strávil ve Vídni. Na tamní Technické univerzitě vystudoval strojní a elektrotechnické inženýrství. Poté pracoval na vídeňském patentovém úřadě. Krátce před vypuknutím první světové války se přestěhoval do Berlína, aby byl se svými bavorskými rodiči a znovu objevil své německé kořeny. Právě v Berlíně zahájil svou kariéru spisovatele. Jeho první díla, publikovaná během války a krátce po ní, se stala bestsellery. Rychle se stal jedním z nejpopulárnějších německy píšících autorů první poloviny století. Všechny jeho knihy byly silně poznamenány německým nacionalismem.
Byl zakládajícím členem německého PEN klubu a v roce 1926 byl zvolen do Pruské akademie umění. V letech 1928 až 1930 byl předsedou její básnické sekce.
Ačkoli byl nacionalistou, hájil Židy v Německu a Rakousku a se vzestupem nacismu opakovaně přitahoval hněv antisemitských organizací. Po nástupu nacistů se nicméně podvolil a 15. března 1933 podepsal deklaraci, v níž se zavázal k loajalitě nacistickým vůdcům. V říjnu byl jedním z 88 německých spisovatelů, kteří podepsali slib věrnosti přímo Adolfu Hitlerovi. V srpnu 1939 byl přesto zbaven občanství, ale více postižen nebyl. Během druhé světové války psal články pro nacisty kontrolované noviny Krakauer Zeitung, které vycházely v okupovaném Krakově.
Po válce tvrdil, že žil ve "vnitřním exilu", a kritizoval naopak autory, kteří zvolili exil skutečný. Dostal se kvůli tomu do ostrého sporu zejména s Thomasem Mannem, který v reakci na Molovy články označil díla autorů, kteří zůstali v Německu, za bezcenná, exil označil za oběť a uvedl též, že německý národ jako celek nese odpovědnost za zvěrstva spáchaná jeho vůdci. To rozpoutalo obrovskou polemiku mezi exilovými autory i těmi, kteří se rozhodli zůstat. Molo v jejím průběhu tvrdil, že spisovatelé, kteří opustili Německo, ztratili právo utvářet jeho budoucnost. Ačkoli tím na sebe značně upozornil, své dřívější postavení v německé literatuře už nikdy neobnovil.